# 颱風小犬
颱風小犬（英語：Typhoon Koinu，國際編號：2314，聯合颱風警報中心：WP142023，菲律賓大氣地球物理和天文管理局：Jenny）是2023年太平洋颱風季第14個被命名的風暴。「小犬」（ koinu）一名由日本提供，指小犬座。此名字第一次使用，取代在2017年重創菲律賓的天秤。
小犬於2023年9月下旬在關島西北方對開海域形成，於台灣南部對開海域爆發性增強，刷新台灣有紀錄以來最強的最大陣風紀錄。其後小犬採取比所有電腦及官方氣象部門預測更偏北的路徑，正面吹襲珠江口一帶，令香港天文台繼同年9月的超強颱風蘇拉後，僅過去1個月便需再次發出九號烈風或暴風風力增強信號，是自1999年颱風瑪姬及颱風約克後，24年以來首次於同年發出兩次九號或以上信號，更是自1975年颱風愛茜以來，48年以來首個於10月生效的九號信號。與此同時，小犬東側外圍雨帶與東北季候風匯聚下變得異常猛烈，令香港長時間出現狂風暴雨，不但令香港天文台繼2年前熱帶風暴獅山後，再次於10月份發出黑色暴雨警告信號，更是自1992年設立暴雨警告信號系統以來，首個與八號烈風或暴風信號同時生效的黑色暴雨警告信號。

## 發展過程
9月27日，一個熱帶擾動在關島西北方海域生成，美國海軍研究實驗室給予擾動編號93W。
9月29日凌晨2時，日本氣象廳將其升格為熱帶低氣壓。上午10時30分，聯合颱風警報中心將其評級提升為「高」，並對其發布熱帶氣旋形成警報。下午2時，日本氣象廳對其發布烈風警報。同時，台灣中央氣象署將其升格為熱帶性低氣壓，給予編號TD16；香港天文台亦將其升格為熱帶低氣壓。晚上8時，聯合颱風警報中心將其升格為熱帶低氣壓，給予熱帶氣旋編號14W；同時，澳門氣象局將其升格為熱帶低氣壓。
9月30日凌晨2時，日本氣象廳將其升格為熱帶風暴，給予國際編號2314，並命名「小犬」。同時，台灣中央氣象署將其升格為輕度颱風；香港天文台、澳門地球物理暨氣象局亦將其升格為熱帶風暴。上午5時，中國氣象局將其升格為熱帶風暴。下午2時，聯合颱風警報中心將其升格為熱帶風暴。
10月1日上午8時，日本氣象廳將其升格為強烈熱帶風暴。上午11時，中國氣象局將其升格為強熱帶風暴。下午2時，澳門氣象局和香港天文台將其升格為強烈熱帶風暴。同時，聯合颱風警報中心率先將其升格為颱風。晚上8時，台灣中央氣象署將其升格為中度颱風。
10月2日凌晨2時，日本氣象廳、香港天文台和澳門氣象局將其升格為颱風。上午5時30分，中國氣象局將其升格為颱風。上午8時30分，中國氣象局率先將其升格為強颱風。下午2時，香港天文台和澳門氣象局將其升格為強颱風。晚上11時30分，中國氣象局率先將其升格為超強颱風。
10月3日上午8時，澳門氣象局將其升格為超強颱風。隨著小犬受到東北季候風和乾空氣的干擾，晚上8時，澳門氣象局將其降格為強颱風。晚上8時30分，中國氣象局將其降格為強颱風。
10月4日晚上10時，中國氣象局再次將其升格為超強颱風。
10月5日上午8時20分，小犬中心掠過台灣屏東縣恆春鎮鵝鑾鼻一帶約5分鐘後出海，受地形及台灣海峽南部的海溫環境影響，強度開始減弱。上午8時40分，中國氣象局再度將其降格為強颱風。上午11時20分，中國氣象局將其降格為颱風。下午2時，澳門氣象局將其降格為颱風。下午3時，香港天文台將其降格為颱風。
10月6日下午5時，中國氣象局再次將其升格為強颱風。
10月7日凌晨2時，香港天文台和澳門氣象局再度將其升格為強颱風。晚上9時，香港天文台再度將其降格為颱風。
10月8日上午8時，澳門氣象局再度將其降格為颱風。上午9時，中國氣象局亦再度將其降格為颱風。晚上11時，日本氣象廳將其降格為強烈熱帶風暴。
10月9日凌晨2時，台灣中央氣象署將其降格為輕度颱風。上午7時，中國氣象局及香港天文台將其降格為強烈熱帶風暴。上午8時，澳門氣象局將其降格為強烈熱帶風暴。上午10時前後，小犬中心從上川島散石灣一帶上岸，自東向西穿過風車山以南陸地，並在打鐵灣一帶重新出海。在中心經過上川島前，小犬中心還曾經過上川島以東的烏豬洲島；離開上川島時中心還經過上川島西面海灣內的墨斗洲島。上午11時，日本氣象廳將其降格為熱帶風暴。下午2時，香港天文台將其降格為熱帶風暴。下午3時，澳門氣象局將其降格為熱帶風暴。下午5時，香港天文台將其降格為熱帶低氣壓。晚間8時，日本氣象廳、澳門氣象局、台灣中央氣象署和中國氣象局將其降格為熱帶低氣壓，中國氣象局同時對其停止編號。晚上11時，香港天文台將其降格為低壓區。
10月10日上午8時，日本氣象廳評定其已消散。同時，聯合颱風警報中心評定小犬已登陸雷州半島，並對其發出最後一報的警告。

## 影響

### 菲律賓
當地發出之最高風暴信號：三號風暴信號
小犬在10月4日期間在菲律賓的巴丹群島省上方約100公里處掠過，菲律賓氣象局因此就該省最北方伊巴雅特市發出三號風暴信號（暴風警告），其餘巴丹群島省的地區則發出二號風暴信號（烈風警告），部分位處呂宋島北部的省份則發出一號風暴信號（強風警告）。小犬於翌日（10月5日）下午離開菲律賓責任區，但由於該國巴丹群島與呂宋島仍然受小犬的影響，因此一號與二號颱風信號仍然在上述地區生效。10月6日早上，小犬對菲律賓的威脅解除，除呂宋島部分地區出現零星降雨外，其餘地區的雨勢與風勢皆已緩和。
小犬在北部掠過期間，增強了西南季風對該國的影響，為菲律賓帶來中等至大程度的降雨。其中，呂宋北部、中部及西部，如巴丹省、三描禮士省、西民都洛省等省份，以及米沙鄢群島亦受小犬帶來的降雨所影響。

### 日本
當地發布之最高風力警報：强风注意警报

### 臺灣
當地發布之颱風警報：海上陸上颱風警報
颱風小犬是本年度第二個登陸臺灣的颱風，在臺東蘭嶼氣象站測到最大陣風每秒95.2公尺，1984年颱風亞力士在同一個氣象站的每秒89.8公尺，成為臺灣氣象紀錄史上最大陣風紀錄，因此，蘭嶼受到較嚴重的破壞，造成許多房屋受損，漁港內的船隻沉沒，街道上雜物四散；位於恆春半島的墾丁國家公園，因颱風在此登陸，也受到較嚴重的破壞，新設的九鵬氣象站測到最大陣風每秒71.8公尺，造成許多攤位被吹走。在西部沿海也有災情，臺中大安區的一位老婦遭到被吹碎的玻璃砸中，她因此大量出血，送醫急後搶救不治，成為罹難者。颱風小犬在臺灣共有1人罹難、399人受傷及超過46萬戶停電，災情共有4,077件，農業損失共5億7,595萬新臺幣。

### 中國大陸
中國國家氣象中心發布之最高颱風預警信號： 颱風黃色預警信號
10月4日，国家海洋预报台发布海浪橙色警报和风暴潮蓝色警报。

#### 福建省
福建省氣象台發布之最高颱風預警信號： 颱風橙色預警信號
因台风“小犬”将于10月4日凌晨起影响福建沿海和渔场，福建省防汛抗旱指挥部10月2日8时启动防台风Ⅳ级应急响应。福建省防指要求位于闽中、闽南和台湾浅滩渔场的海上渔船务必于4日18时前全部就近到港避风，船上人员全部撤离上岸；全省沿海养殖渔排的老弱妇幼人员务必于3日18时之前全部撤离上岸；福州及以南沿海养殖渔排的劳动力人员务必于4日18时之前全部撤离上岸。10月3日17时，福建省防指决定提升防台风应急响应为Ⅲ级。福建省多地景区关闭、游轮停运、演出暂停。

#### 广东省
廣東省氣象台發布之最高颱風預警信號： 颱風橙色預警信號
鉴于台风“小犬”将对广东省东部海面和沿海市县有明显风雨影响，广东省防汛防旱防风总指挥部决定于10月3日10时启动防风Ⅳ级应急响应。10月4日18时前，深圳（含）以东海域航行作业渔船全部回港避风，渔排养殖、海上风电施工平台、海洋牧场人员全部上岸避险，滨海旅游景区全部关闭。10月4日，广东提升防风应急响应为Ⅲ级。10月5日，汕头市教育局决定托儿所、幼儿园、中小学校及校外教育培训机构10月6日起停课。10月8日下午07時35分起，深圳灣公路大橋封閉。深圳灣口岸暫停通關服務。广东多地停运、停航，珠海市、中山市、江门市中小学校（幼儿园）停课，但10月9日5时30分中山台风预警信号降级为蓝色，故中山全市各学校恢复上课。南中珠城际兴中站原定于10月8日晚开始前期围蔽施工，推迟到10月10日晚10时进行。

#### 海南省
海南省氣象台發布之最高颱風預警信號： 颱風藍色預警信號
海南多地停运、停航。进出岛旅客列车停运。

#### 广西壯族自治区
廣西氣象台發布之最高颱風預警信號： 颱風藍色預警信號
10月8日，北海启动防汛防台风四级应急响应以及台风蓝色预警。

### 香港
- 當地發出之最高熱帶氣旋警告信號： 九號烈風或暴風風力增強信號
- 最接近當地時間：2023年10月8日晚上7時
- 最接近當地位置：香港天文台總部以南約70公里（正面吹襲）

#### 襲港前連續酷熱、持續滯留
10月2日晚上11時，香港天文台發出「天氣隨筆」——小犬與東北季候風，表示香港受高空反氣旋的影響，香港在10月4日到5日溫度會持續酷熱，天文台在10月4日錄得最高氣溫34.6°C，為有紀錄以來10月份的最高氣溫，打破1890年10月12日34.3°C的紀錄；天文台指小犬會在未來兩三天進入呂宋海峽，但因東北季候風的影響，小犬的路徑和強度會有變數。
受高空反氣旋和小犬的外圍下沉氣流影響，香港錄得連續11日的酷熱天氣。天文台於10月3日正午12時發出「特別天氣提示」，表示小犬會在翌日進入香港800公里範圍，會在當日晚上至翌日凌晨發出一號信號，並會根據小犬的移動速度和強度考慮是否需要發出更高熱帶氣旋警告信號。
天文台於10月4日晚上9時40分發出一號戒備信號，當時小犬集結在香港以東約790公里。天文台隨後表示一號信號會在星期四大部分時間維持。天文台於10月5日下午4時45分表示，會考慮在翌晚至星期六上午改發三號信號。天文台於10月6日凌晨4時45分表示，會考慮在下午5時至晚上8時發出三號信號；上午9時40分，天文台宣布會在下午5時40分發出三號信號。天文台在10月6日下午5時40分發出三號強風信號，當時小犬移至香港之東南偏東約270公里。天文台隨後表示三號信號最少維持至10月7日凌晨4時。天文台在晚上9時45分表示三號信號會最少維持至早上8時。

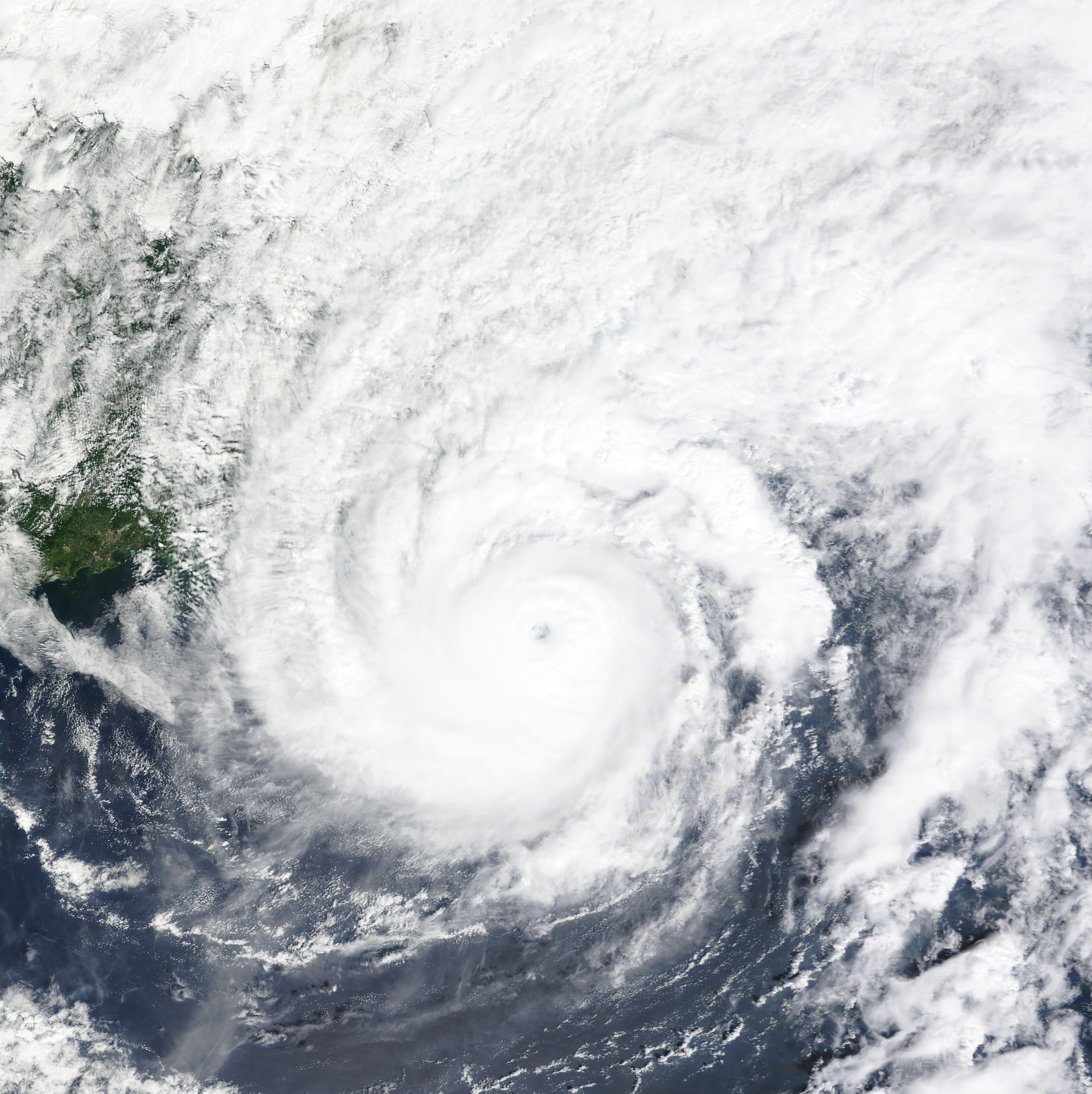
10月7日早上，小犬以強颱風的等級，向西移動並接近香港。

天文台在10月7日凌晨4時45分表示，由於小犬的環流相當緊密，其烈風區會與香港維持一段距離，香港當日普遍受到烈風影響的機會不大，三號信號將於10月7日大部分時間維持，小犬將於翌日日間在香港以南150公里內掠過。天文台在下午1時45分表示，由於小犬的移動較為緩慢，環流相當緊密，其相關的烈風區會與香港維持一段距離，三號信號會最少維持至10月8日早上6時。

#### 同年第二次九號信號
天文台在10月7日晚上9時45分表示，三號信號會最少維持至10月8日中午，並會考慮於10月8日下午發出更高熱帶氣旋警告信號。天文台在10月8日凌晨4時45分表示，會考慮在8日中午12時至下午2時之間發出八號烈風或暴風信號。天文台在早上7時45分預告將在下午12時40分發出八號信號，這是天文台繼同年9月的超強颱風蘇拉後，再次在發出「熱帶氣旋之特別報告」前就表明發出八號信號的準確時間。天文台在上午10時40分發出「熱帶氣旋之特別報告」，宣佈會在中午12時40分發出八號熱帶氣旋警告信號。天文台在下午12時40分發出八號東北烈風或暴風信號，當時小犬集結在天文台總部之東南偏南約90公里。天文台隨即在下午12時45分表示會視乎本地風力變化，評估是否需要發出更高熱帶氣旋警告信號。
受小犬影響，香港離岸多處吹烈風，高地間中吹暴風。天文台再次警告，小犬會在當晚相當接近香港，在香港以南70公里內掠過，若小犬的颶風區進一步接近，有機會需要發出更高熱帶氣旋警告信號。天文台在下午6時45分表示，小犬採取稍為偏北方向移動，逼近香港，小犬的雨帶亦有所增強，位於香港以南的黃茅洲曾錄得颶風。天文台表示按照當時預測路徑，小犬將會在香港以南70公里內掠過，會在晚上7時發出九號信號。天文台在晚上7時發出九號烈風或暴風風力增強信號，當時小犬最接近香港，在天文台總部以南約70公里掠過。這是自1999年颱風瑪姬及颱風約克後，24年以來首次於同年發出兩次九號或以上信號，更是自1975年颱風愛茜以來，天文台48年以來首次於10月發出九號信號。天文台隨後表示，會視乎香港的風力變化，評估是否需要發出十號颶風信號。隨著香港雨勢增大，天文台在晚上8時25分發出黃色暴雨警告信號。

#### 風力回落，雨勢加劇
隨著與小犬相關的颶風區逐漸遠離本港以南海域，天文台在晚上10時45分表示，會在晚上11時50分改發八號信號，並預料八號信號會維持至10月9日早上11時。教育局亦在晚上11時07分宣佈所有學校於10月9日停課。天文台在晚上11時50分改發八號東北烈風或暴風信號，當時小犬移至天文台總部之西南偏南約70公里。這是天文台繼1941年後，82年以來再次在發出八號東北烈風或暴風信號及更高信號後，再次以同一方向的八號信號取代更高信號。
天文台在10月9日凌晨1時55分發出紅色暴雨警告信號，最終天文台在凌晨4時發出黑色暴雨警告信號，這是繼2年前熱帶風暴獅山後，再次於10月份發出黑色暴雨警告信號，更是自1992年設立暴雨警告信號系統以來，首個與八號信號同時生效的黑色暴雨警告信號；天文台總部於10月9日共錄得369.7毫米雨量，打破2年前熱帶風暴獅子山的329.7毫米雨量紀錄，成為有紀錄以來10月份最高單日降雨量；而暴雨警告總生效時間亦是自設有暴雨警告以來第二長，達21小時20分鐘。天文台在凌晨5時45分表示，會在上午11時40分改發三號信號。天文台在上午10時半改發紅色暴雨警告信號，並在上午11時40分改發三號強風信號，當時小犬集結在香港之西南偏西約160公里，並同時表示當小犬對香港的威脅進一步減低時，會改發一號信號，或取消所有熱帶氣旋警告信號。天文台在下午1時45分表示，會在下午2時40分改發一號信號。天文台在下午2時半改發黃色暴雨警告信號，並在下午2時40分改發一號戒備信號，當時小犬集結在香港之西南偏西約190公里。最終天文台在下午4時20分取消所有熱帶氣旋警告信號，當時小犬集結在香港之西南偏西約210公里；隨後天文台亦在下午5時45分取消所有暴雨警告信號。
由於小犬的風力結構極為緊密，天文台測風網絡8個指定自動氣象站只有3個錄得強風，其中1個錄得烈風，三號及八號信號均不達標，成為繼2009年颱風莫拉菲及2020年颱風海高斯後，第三個連八號信號也不達標的九號信號，更是首個連三號信號也不達標的九號信號；機場以些微之差，未能錄得強風，但該測風站於風暴期間曾一度處於維修狀態，有關數據並不完整。風暴期間，長洲、西貢及流浮山錄得最高10分鐘平均風速為每小時76、49及42公里。天文台前助理台長梁榮武解釋由於小犬環流細小，路徑飄忽，較難預測其準確的路徑，並指出當時香港南面的黃茅洲一度錄得颶風，倘若小犬採取更偏北的路徑靠近，香港南部便會受颶風吹襲，因此有必要為十號信號作準備。

### 澳門
- 當地發出之最高熱帶氣旋信號： 八號東北風球
- 當地發出之最高風暴潮警告：藍色風暴潮警告
- 最接近當地之時間：2023年10月9日凌晨3時
- 最接近當地之位置：澳門氣象局總部以南約50公里

#### 秋颱形成、高度關注
澳門地球物理暨氣象局在10月1日發出一則特別推送，並且表示「小犬」會在未來2-3日進入巴士海峽，而受到副熱帶高壓的影響，「小犬」可能加速進入南海，不排除會影響廣東沿岸。由於季候風影響，「小犬」進入南海可能減弱，並且可能比預測的時間快；但氣象局表示秋颱通常會發生「共伴效應」，就算「小犬」不會近距離靠近澳門，也能帶來強大的風力和暴雨。氣象局表示「小犬」會在6日到7日最接近澳門，而且如果採取西登的路徑，澳門可能發生水浸。氣象局勸告市民要警惕和準備最壞的後果。
氣象局在10月3日上午11時半發表一則「特別天氣消息」，表示「小犬」會在3日晚上到4日凌晨闖入澳門800公里範圍，屆時可能考慮發出一號風球；同時東北季風可能在4日抵達華南，所以颱風「小犬」的路徑仍然有不確定性。澳門在週末可能有陣雨和強風，氣象局告誡市民要留意最新消息。
氣象局在10月5日凌晨5時，發出一號風球，當時小犬位於澳門以東約790公里，改發三號風球的機率為「中等」；在11時，氣象局表示小犬會在週末後期進入珠江口，但因季候風的影響，小犬的減弱程度可能加快，而週末不是天文大潮，所以發出藍色風暴潮警告的機會為「低」。

#### 煙花延期、忽然增強
在6日上午11時，氣象局宣布在7日凌晨改發三號風球的機率調升至「較高」；在下午5時20分，氣象局表示「小犬」略為增強，並且會近距離經過澳門，所以氣象局會在7日凌晨1時到3時改發三號風球。由於季候風的影響，澳門7日的風力會達到強風程度，並且會有驟雨。而小犬可能以強烈熱帶風暴強度在澳門150公里內掠過，所以改發八號風球的機率為「較低」到「中等」。因此，經濟及科技發展局提醒商戶準備好防風防水的設施。在11時，氣象局宣布會在凌晨2時改發三號風球，並且改發八號風球的機率維持。
氣象局在7日凌晨2時正式發出三號風球，當時小犬位於澳門之東南偏東約240公里，會在早上前維持，而八號風球機率維持；海事及水務局也隨即提醒漁民要會港避風。在下午5時，氣象局表示澳門風力已經逐漸增強，並且小犬的烈風區域可能經過澳門，並且「小犬」會在澳門南部約150公里裡掠過；海事及水務局也立刻宣布澳門來往蛇口的尾班船會在晚上7時30分和9時相對發出，而往來香港上環和氹仔的船班立即取消，來往福永和澳門的船班也會取消。在晚上11時，氣象局表示「小犬」採取偏北的路徑，並且會在澳門南約120公里經過，經過議論，把八號風球的機率調升為「中等」。氣象局也警告市民8日可能有驟雨和間接性的烈風和陣風，並且低窪地區更可能發生輕微水浸，所以藍色風暴潮的機率調升為「中等」。

#### 繼續逼近、交通停駛
在8日上午8時，氣象局表示「小犬」採取更加偏北的路徑，會在澳門南面約100公里裡掠過，「小犬」的烈風風圈會影響澳門，所以八號風球機率提升到「較高」，而因路徑偏北的原因，澳門低窪地區可能水浸，因此發出藍色風暴潮警告的機率提升到「較高」，隨之，海事及水務局表示所有船班在中午發出後停駛。在上午11時，氣象局宣布會在下午2時發出藍色風暴潮警告，並且考慮在下午4時到8時發出八號風球，屆時澳門可能吹烈風以上，而驟雨較為頻密。在下午1時15分，氣象局宣布會在下午4時30分改發八號東北風球，橫琴口岸、港珠澳大橋澳門邊檢大樓珠澳出入境旅檢大廳及車道會繼續開放，而蓮花大橋和港珠澳大橋主橋會封閉。澳門氣象局在下午2時發出藍色風暴潮警告；而交通事務局以宣布所有日間巴士會在下午4時起陸續開出尾班車後停駛、輕軌氹仔線在下午3時30分起分別於海洋站及氹仔碼頭站開出尾班車後停駛，而其他公共交通工具包括澳門電召會陸續停駛；衛生局轄下的醫院除了急診服務全部暫停。氣象局在下午4時半發出八號東北風球，當時小犬位於氣象局總部之東南約90公里，會在晚上維持，改發九號風球的機率為「中等」，而改發黃色風暴潮警告的機率為「較低」到「中等」；警察總局轄下的民防行動中心宣佈澳門進入即時預防狀態，四間避險中心陸續開放，三條跨海大橋及蓮花大橋在晚上6時關閉，而西灣大橋下層通道在下午5時30分開放。在晚上8時，氣象局表示小犬已經非常靠近澳門，如果小犬採取更偏北的路徑，會根據澳門的風力來評估是否需要發出九號風球。在晚上11時，氣象局將黃色風暴潮警告的機率更改為「中等」，並且調整發出時間到9日凌晨時分。
在9日凌晨1時，氣象局警告市民小犬會在未來數小時裡靠近澳門，在澳門南面約50公里內掠過，屆時澳門境內會有烈風，可能會有間接性的暴風，市民要注意當風和水浸。然而小犬開始迅速而顯著減弱，加上小犬環流小而緊密，除機場以外澳門境內未有錄得烈風，在9日凌晨3時，氣象局把九號風球和黃色風暴潮的機率分別降至「較低」和「中等」。小犬於凌晨4時最接近澳門，在氣象局總部以南約50公里掠過。

#### 逐步遠離、暴雨持續
9日上午8時，「小犬」位於澳門西南約60公里，氣象局宣佈於上午10時改發三號風球。受「小犬」帶來強降雨影響，消防於9日上午8時接獲市政署人員報案，路環石排灣馬路近聯生圓形地總站對面發生山泥傾瀉，到場發現山坡沙石滑下面積約3米乘10米，波及數輛停泊在路邊的輕型汽車。
上午10時，氣象局正式改發三號風球，當時小犬位於氣象局總部之西南約90公里；同時發出黃色暴雨警告信號，預料雨勢將會維持，低窪地區有水浸。民防行動中心宣佈終止即時預防狀態。下午2時，隨着澳門本地雨勢減弱，氣象局取消所有暴雨警告信號；隨後氣象局又表示當“小犬”對澳門威脅逐步減少並進一步遠離後，將取消所有熱帶氣旋警告信號。下午3時30分，氣象局指“小犬”已減弱為熱帶風暴，位於澳門西南約130公里兼逐漸遠離澳門，宣佈於下午5時取消所有熱帶氣旋警告信號。最終氣象局在下午5時取消所有熱帶氣旋警告信號，當時小犬移至澳門之西南約160公里。

#### 八號風球下相關影響
6日下午，由於改發三號風球的機率提高，澳門旅遊局宣布第31屆澳門國際煙花比賽匯演中的英、德煙花表演會推遲到9日演出；9日下午近1時，澳門旅遊局正式宣佈原定延期當天進行的澳門國際煙花比賽匯演最後兩場比賽演出取消，原因是未有條件在躉船上重新佈置煙花，經審慎評估及考慮各方面因素後決定取消；9日晚上正式宣佈延後至10月11日晚上同一時間舉行，在最後一場表演演出結束後隨即進行頒獎儀式。
在9日凌晨3時30分，教育及青年發展局宣布澳門中、小、幼及特殊教育學校全部停課一天。
警察總局轄下民防行動中心作出總結，保安司司長、民防行動中心聯合行動指揮官黃少澤指出民防架構成員各司其職，各部門於八號風球生效前透過多渠道發出預警訊息，以及公布各項措施，令市民及旅客能早作準備。八號風球生效期間，民防中心共收到13宗事故報告，衛生局及鏡湖醫院共錄得2宗因颱風而引致受傷的個案，傷勢為中度且經治療後已出院；治安警察局執行打擊的士違規行動，共截查2宗拒載、4宗違規議價，以及檢控7宗白牌車，並首次在八號風球生效兼蓮花大橋關閉期間，因澳門大學連接橫琴口岸通道橋開放使用，橫琴口岸首次在八號風球生效期間維持正常通關服務；求助熱線共收到31宗查詢個案，主要涉及查詢氣象、口岸通關、大橋通行，以及市面運作情況；社會工作局啟動第1級開放機制，開放4間避險中心，期間共有13人次使用。

#### 總結
地球物理暨氣象局初步總結時指，「小犬」環流相當細小，在下午進入澳門100公里範圍後，鄰近地區持續錄得八至十級風，中心眼牆通過珠海的外海廟灣島測站時，曾錄得最大風速達十四級，而澳門持續位於「小犬」八級風區域的邊緣，因此，澳門半島、三條跨海大橋、氹仔和路環都錄得烈風以下的持續風速，只有澳門國際機場觀測站錄得七至八級持續風速，最高約九級陣風。雖然「小犬」遠離，但雲雨帶仍廣泛影響澳門，各區普遍錄得累積雨量超過100毫米，路氹部分區域錄得超過200毫米。

## 各機構認知異同

### 登陸問題

#### 是否登陸台灣
交通部中央氣象署簡任技正伍婉華指出，小犬於屏東縣恆春鎮鵝鑾鼻登陸約停留5分鐘後又離開陸地出海，但當初中央氣象署的颱風警報單並未說明，僅表示掠過鵝鑾鼻。台灣颱風論壇則指出該路徑「精確來說只是擦過去」。
氣象署預報員劉沛滕指出，小犬掠過陸地之後速度稍慢，半個暴風圈籠罩陸地，有滯留情形，目前離陸地還很近，因此不能排除是否會再次登陸。氣象署預報中心主任呂國臣對此表示，小犬在掠過鵝鑾鼻後，於當日上午9時明確地往西北西移動，不會再回頭，沒有二次登陸問題。

#### 是否登陸廣東
中国气象爱好者透過雷達迴波表示，小犬於10月9日上午10時在广东上川岛附近登陆，风场中心已经完全移至岛上，並指出其将很快重新入海，并转向西南，向海南岛靠近。媒體梳理後表示，參照對颱風中心登陸海島的認定標準，即使中心經過海島，也要等中心進一步移動至海島旁的大陸才認定登陸，因此小犬此次登島未被国家气象中心認可為登陸。

## 熱帶氣旋警告使用紀錄

### 菲律賓
| 菲律賓大氣地球物理和天文服務管理局 風暴信號 | 菲律賓大氣地球物理和天文服務管理局 風暴信號 | 菲律賓大氣地球物理和天文服務管理局 風暴信號 |
| ------------------------------------------- | ------------------------------------------- | ------------------------------------------- |
| 上一熱帶氣旋                                | 一號風暴信號                                | 下一熱帶氣旋                                |
| 颱風海葵                                    | 一號風暴信號                                | 熱帶風暴杰拉華                              |
| 颱風蘇拉                                    | 二號風暴信號                                | 熱帶風暴杰拉華                              |
| 颱風蘇拉                                    | 三號風暴信號                                | 颱風艾雲尼                                  |

### 臺灣
| 交通部中央氣象署 颱風警報   | 交通部中央氣象署 颱風警報 | 交通部中央氣象署 颱風警報 |
| --------------------------- | ------------------------- | ------------------------- |
| 上一熱帶氣旋                | 海上颱風警報              | 下一熱帶氣旋              |
| 中度颱風海葵                | 海上颱風警報              | 強烈颱風格美              |
| 中度颱風海葵                | 陸上颱風警報              | 強烈颱風格美              |
| 交通部中央氣象署 國家級警報 |                           |                           |
| 中度颱風海葵                | 颱風強風告警              | 強烈颱風格美              |

### 中國大陸
| 国家气象中心 颱風預警信號 | 国家气象中心 颱風預警信號 | 国家气象中心 颱風預警信號 |
| ------------------------- | ------------------------- | ------------------------- |
| 上一熱帶氣旋              | 颱風藍色預警信號          | 下一熱帶氣旋              |
| 超強颱風海葵              | 颱風藍色預警信號          | 熱帶風暴三巴              |
| 超強颱風海葵              | 颱風黃色預警信號          | 強熱帶風暴派比安          |

### 香港
| 香港天文台 香港熱帶氣旋警告信號 | 香港天文台 香港熱帶氣旋警告信號 | 香港天文台 香港熱帶氣旋警告信號 |
| ------------------------------- | ------------------------------- | ------------------------------- |
| 上一熱帶氣旋                    | 一號戒備信號                    | 下一熱帶氣旋                    |
| 強颱風海葵                      | 一號戒備信號                    | 熱帶風暴馬力斯                  |
| 超強颱風蘇拉                    | 三號強風信號                    | 熱帶風暴馬力斯                  |
| 颱風泰利                        | 八號東北烈風或暴風信號          | 超強颱風摩羯                    |
| 超強颱風蘇拉                    | 八號烈風或暴風信號              | 超強颱風摩羯                    |
| 超強颱風蘇拉                    | 九號烈風或暴風風力增強信號      | 颱風韋帕                        |

### 澳門
| 地球物理暨氣象局 熱帶氣旋信號 | 地球物理暨氣象局 熱帶氣旋信號 | 地球物理暨氣象局 熱帶氣旋信號 |
| ----------------------------- | ----------------------------- | ----------------------------- |
| 上一熱帶氣旋                  | 一號風球                      | 下一熱帶氣旋                  |
| 強颱風海葵                    | 一號風球                      | 熱帶風暴馬力斯                |
| 超強颱風蘇拉                  | 三號風球                      | 熱帶風暴馬力斯                |
| 颱風泰利                      | 八號東北風球                  | 超強颱風摩羯                  |
| 超強颱風蘇拉                  | 八號風球                      | 超強颱風摩羯                  |

| 上一次 原因：超強颱風蘇拉 （2023年9月1日至2日） | 澳門即時預防狀態 2023-10-08 16:30－2023-10-09 10:00 | 下一次 原因：超強颱風摩羯 （2024年9月5日至6日） |

## 外部連結
| 太平洋颱風季             |
| 主題頁 - 專題 - 編輯指南 |

- （日語）日本氣象廳首頁 （页面存档备份，存于）
- （英文）聯合颱風警報中心首頁 （页面存档备份，存于）
- （简体中文）中國國家氣象中心首頁 （页面存档备份，存于）
- （繁體中文）台灣交通部中央氣象署首頁 （页面存档备份，存于）
- （繁體中文）香港天文台首頁 （页面存档备份，存于）
- （繁體中文）澳門地球物理暨氣象局首頁 （页面存档备份，存于）
- （英文）菲律賓大氣地球物理和天文管理局 惡劣天氣公告 （页面存档备份，存于）
- （泰文）泰國氣象局首頁 （页面存档备份，存于）